# Esme Morgan
Esme Morgan (født 18. oktober 2000) er en kvindelig engelsk fodboldspiller, der spiller forsvar for engelske Manchester City i FA Women's Super League og Englands kvindefodboldlandshold. Hun var udlejet til den engelske ligaklub Everton, i 2019-20 sæsonen.
Hun var indkaldt til en venskabskamp for det engelske A-landshold, den 27. oktober 2020 mod Tyskland.

## Meritter

### Klub
Manchester City
- FA Women's Cup: 2019-20